# Morcellemont Saint André
Morcellemont Saint André är en ort i Mauritius.   Den ligger i distriktet Pamplemousses, i den västra delen av landet, 12 km nordost om huvudstaden Port Louis. Morcellemont Saint André ligger 51 meter över havet och antalet invånare är 6 150. Den ligger på ön Mauritius.
Terrängen runt Morcellemont Saint André är platt åt nordväst, men åt sydost är den kuperad. Havet är nära Morcellemont Saint André åt nordväst. Runt Morcellemont Saint André är det tätbefolkat, med 411 invånare per kvadratkilometer. Närmaste större samhälle är Port Louis, 11,6 km sydväst om Morcellemont Saint André. Trakten runt Morcellemont Saint André består till största delen av jordbruksmark.